# Acestrocephalus anomalus
Acestrocephalus anomalus är en fiskart som först beskrevs av Steindachner, 1880.  Acestrocephalus anomalus ingår i släktet Acestrocephalus och familjen Characidae. Inga underarter finns listade i Catalogue of Life.